# Darów
Darów [pronunciación en polaco: /ˈdaruf/] (en ucraniano: Дарів) es un pueblo ubicado en el distrito administrativo de Gmina Jaśliska, dentro del Condado de Krosno, en el Voivodato de Subcarpacia (provincia) del sur de Polonia oriental, cercano a la frontera con Eslovaquia. Se encuentra aproximadamente a 15 kilómetros al noroeste de Komańcza, a 24 kilómetros al suroeste de Sanok, y a 65 kilómetros al sur de la capital regional Rzeszów.
El pueblo tiene una población de 10 habitantes.